# Upney (métro de Londres)
Upney (en anglais : Upney tube station ou Upney Underground Station), est une station de la ligne District du métro de Londres, en zone 5 Travelcard. Elle est située sur l'Upney Lane, à Barking, sur le territoire du borough londonien de Barking et Dagenham, dans le comté de l'Essex et le Grand Londres.

## Situation sur le réseau
La station Upney de la ligne District du métro de Londres est située : sur tronçon principal de la ligne District, entre la station Barking, en direction de la station de bifurcation Earl's Court et la station Becontree en direction du terminus est Upminster.

Plans de la ligne, du métro et des transports à Londres
Ligne District.
Métro.
Réseaux de Londres.

## Histoire
La station Upney est mise en service le 12 septembre 1932.

## Services aux voyageurs

### Accès et accueil
L'entrée principale de la station est située sur l'Upney Lane, à Barking.

### Desserte
La station Upney est desservie par les rames de la ligne District du métro de Londres circulant sur les relations Wimbledon ou Richmond ou Ealing Broadway et Upminster.

Installations
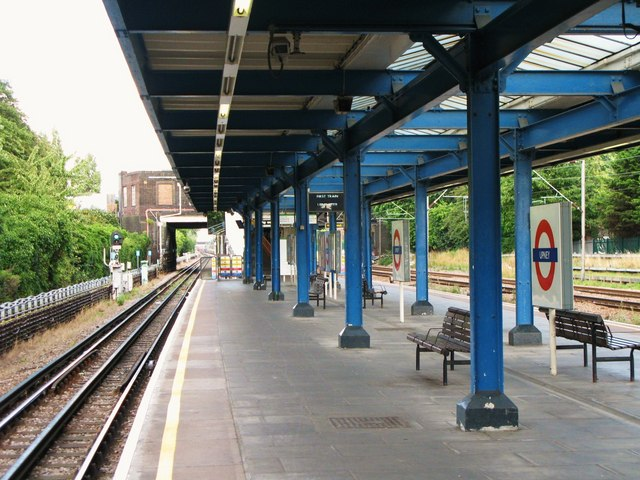
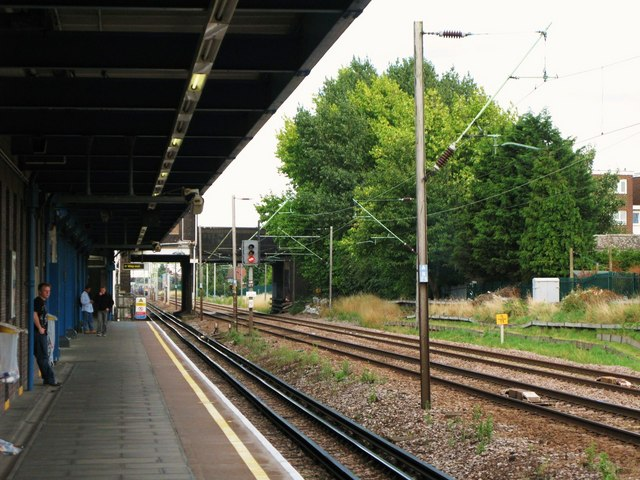
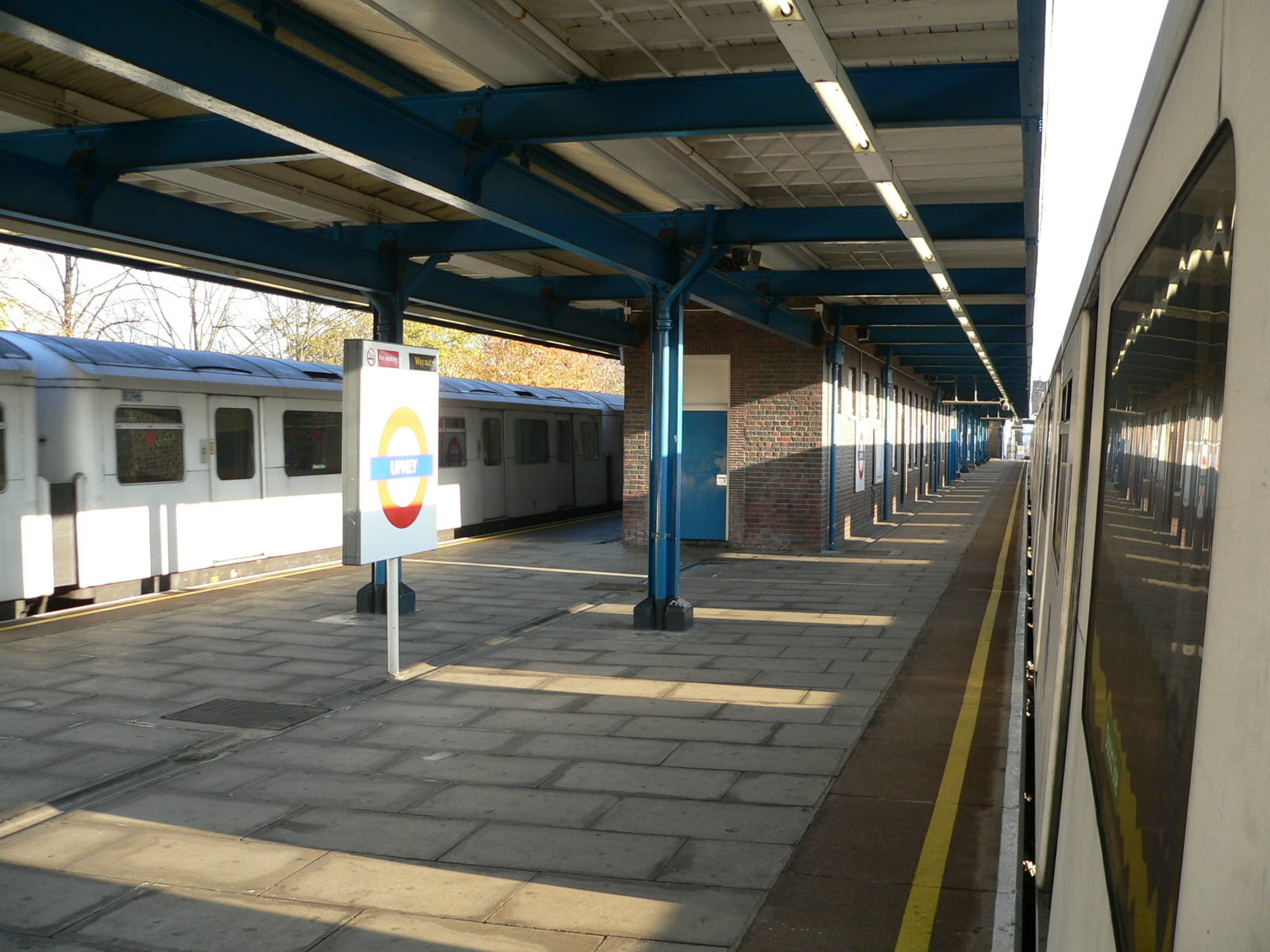

## À proximité
- Barking